# 1540 en philosophie
Chronologie de la philosophie
- 1536
- 1537
- 1538
- 1539
- 1540
- 1541
- 1542
- 1543
- 1544

L’année 1540 a été marquée, en philosophie, par les événements suivants :

## Publications
- Jules César Scaliger : De causis linguae latinae, Lyon, 1540, traité de grammaire conçu dans un esprit philosophique.

## Décès
- 6 mai : Juan Luis Vives (Jean Louis Vivès en français, Joan Lluís Vives en valencien, Ioannes Lodovicus Vives en latin), né à Valence (royaume de Valence) le 6 mars 1492, mort à Bruges (Belgique), théologien, philosophe et pédagogue. Juif converti au catholicisme, il livra des réflexions neuves sur l'organisation de la société et fut un des grands représentants de l’humanisme chrétien nordique, porté par une morale de l'action concrète à la politique.

- 22 mai à Arcetri : François Guichardin ou le Guichardin (en italien Francesco Guicciardini, né le 6 mars 1483 à Florence) était un historien, un philosophe, un diplomate et un homme politique florentin du XVIe siècle.